# Take a Look Around
"Take a Look Around" (em português:  Dê uma Olhada em Volta) é o terceiro single do álbum Chocolate Starfish and the Hot Dog Flavored Water, lançado pela banda de nu metal e rock alternativo Limp Bizkit em 6 de Junho de 2000. A canção foi lançada como dois singles, "Take a Look Around: Part 1" e "Take a Look Around: Part 2". Os dois são diferentes em relações as faixas e cores (Part 1 é prata e Part 2 é ouro). A canção faz parte da trilha sonora do filme Missão Impossível II. Foi escolhida para ser a canção tema do filme ao invés da canção "I Disappear", do Metallica.
A melodia da canção é derivada da canção tema original de Missão Impossível, com a diferença mais importante além da instrumentação ser a mudança de compasso de 5/4 a 04/04. A canção foi um grande sucesso na Europa, entrando no Top 10 de vários países como Reino Unido (#3), Alemanha (#4), Noruega (#7), entre outros.

## Videoclipe
O clipe da música mostra a banda trabalhando disfarçados em uma lanchonete, a fim de recuperar um disco de um grupo de agentes secretos. Mas assim que eles estão prestes a ter sucesso, eles estão ordenados a abortar a missão, já que os agentes secretos podem estar armando uma armadilha. Eles são logo expulsos da lanchonete, e o telefone que Fred Durst usa no início explode no final. Há também cenas da banda tocando em frente à lanchonete. No início do vídeo, a música "Break Stuff" pode ser ouvida no carro que a banda chega.
O vídeo foi raramente exibido nos Estados Unidos. Fred Durst afirmou que ele não gosta do vídeo - apesar do fato de que ele dirigiu - e a banda decidiu lançar o vídeo só em vários mercados fora dos Estados Unidos, principalmente na Europa. Ele não está disponível em qualquer DVD de Missão Impossível 2, ou no DVD da banda Greatest Videoz.

## Faixas
CD Promo
| N.º | Título                              | Duração |  |
| 1.  | "Take a Look Around" (Instrumental) | 6:23    |  |

CD single
| N.º | Título                            | Duração |  |
| 1.  | "Take a Look Around" (Radio Edit) | 4:27    |  |
| 2.  | "N 2 Gether Now" (Live)           | 4:05    |  |
| 3.  | "Nookie" (Live)                   | 6:54    |  |
| 4.  | "N 2 Gether Now" (Video)          | 3:55    |  |

CD Maxi single
| N.º | Título                               | Duração |  |
| 1.  | "Take a Look Around" (Album Version) | 5:36    |  |
| 2.  | "Break Stuff" (Live)                 | 4:03    |  |
| 3.  | "Break Stuff" (Video)                | 2:45    |  |

## Posições nas paradas musicais
| Parada musical (2000)                       | Melhor posição |
| ------------------------------------------- | -------------- |
| Alemanha - Germany Top 100 Singles          | 4              |
| Austrália - ARIA Charts                     | 28             |
| Áustria - Ö3 Austria Top 40                 | 4              |
| Bélgica - Ultratop (Flandres)               | 10             |
| Bélgica - Ultratop (Valônia)                | 10             |
| Estados Unidos - Alternative Songs          | 8              |
| Estados Unidos - Hot Mainstream Rock Tracks | 15             |
| Finlândia - Mitä hittiä                     | 2              |
| França - SNEP                               | 16             |
| Irlanda - IRMA                              | 11             |
| Itália - FIMI                               | 3              |
| Japão - Oricon                              | 49             |
| Noruega - VG-lista                          | 7              |
| Nova Zelândia - RIANZ                       | 29             |
| Países Baixos - Dutch Top 40                | 7              |
| Reino Unido - UK Singles Chart              | 3              |
| Suécia - Sverigetopplistan                  | 6              |
| Suíça - Schweizer Hitparade                 | 7              |